# Désiré Dalloz
Victor Alexis Désiré Dalloz (12 agosto 1795 – 12 gennaio 1869) è stato un giurista e politico francese.

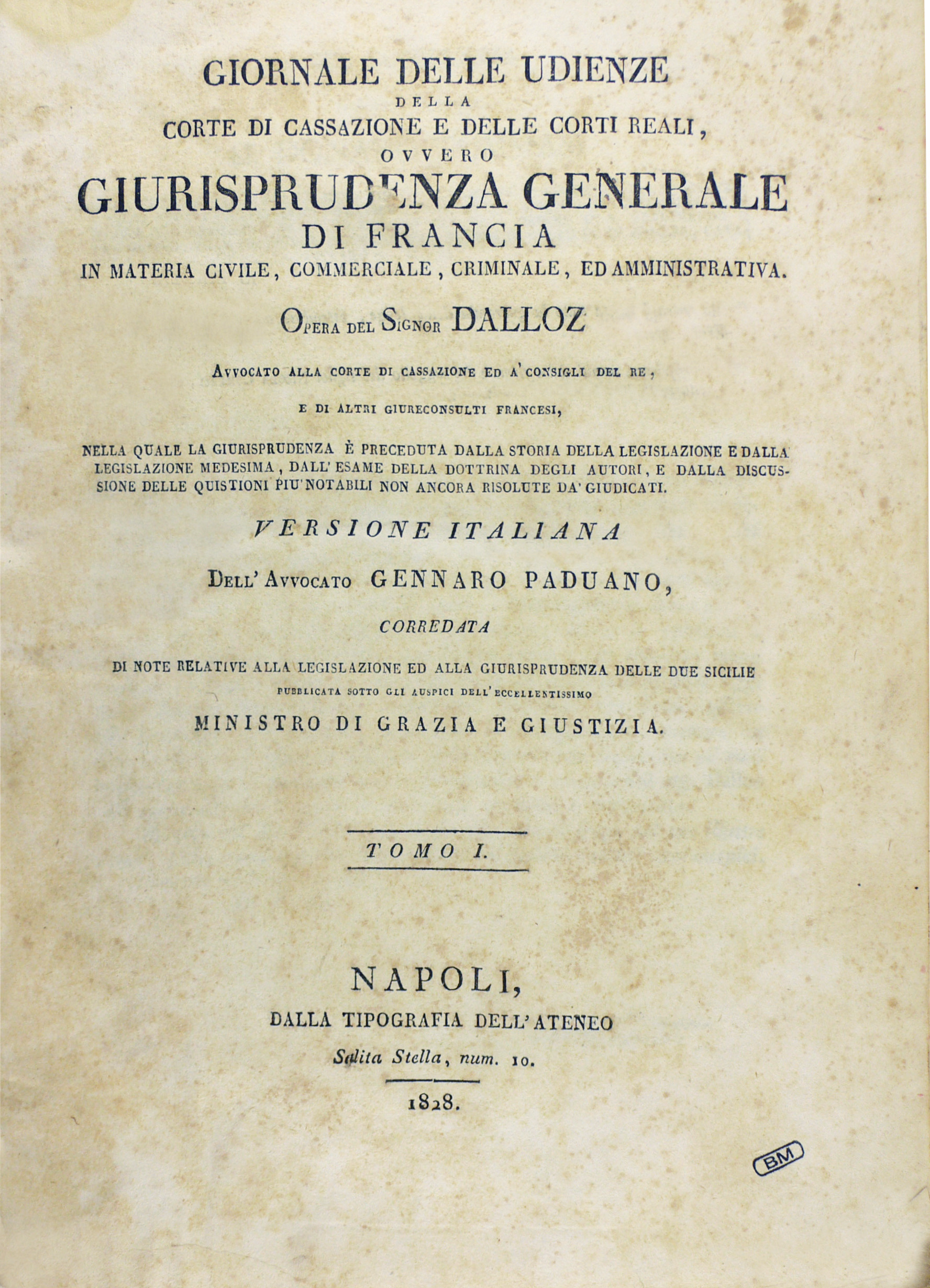
Giornale delle udienze, 1828 (Fondazione Mansutti, Milano).

Di origini cattoliche, nato nello Giura da una famiglia di notai, in seguito preferì la carriera forense e dal 1837 al 1848 ricoprì il ruolo di deputato al Parlamento francese. Con il fratello Armand fondò la casa editrice omonima, che pubblicò le serie Répertoire de législation, de doctrine et de jurisprudence in 48 volumi e Recueil périodique de jurisprudence générale in 30 tomi, nel 1824. I primi dodici volumi del Recueil sono stati tradotti in lingua italiana dall'Università di Napoli come Giurisprudenza generale di Francia in materia civile, commerciale, criminale, ed amministrativa (1828-1833).